# 梅田治教
梅田 治教（うめだ はるのり、生没年不詳）は、江戸時代後期の薩摩藩の武士。本心鏡智流槍術師範。諱は治教。通称は九左衛門。家格小番。藩職は薩摩郡山田地頭、郡山郷地頭、大隅郡桜島郷地頭や日置郡串木野郷地頭を勤める。また串木野郷地頭時代は側用人、当番頭を勤める。
「鹿児島城下絵図散歩」によると、天保13年（1842年）当時に現在の照国町13番地の地に「梅田九左衛門 548坪」とある。
なお安政6年（1859年）当時も同地に「梅田九左衛門」の名があり天保年間当時と面積は変わっていない。
盛香の頃には「治」の字は徳川家治の諱の字であったので使用禁止であったが、治教の代には徳川家治が死去してしばらくしていた上に文化8年に生まれた徳川家斉の娘が『盛姫』（後の佐賀藩主鍋島直正夫人國子）と称したためか、槍術家の梅田家は「治」の字を再度通字として使用したようである。

## 年譜
- 文政8年；薩摩郡山田地頭に就任。
- 文政10年4月；郡山地頭に転じる。
- 天保2年：桜島地頭に転じる[1]。
- 天保13年（1842年）3月：串木野郷地頭に転じる。当時、当番頭側用人。
- 天保14年（1843年）6月：串木野郷地頭を辞める。